# Perninský vrch
Perninský vrch är ett berg i Tjeckien.   Det ligger i regionen Karlovy Vary, i den västra delen av landet, 120 km väster om huvudstaden Prag. Toppen på Perninský vrch är 1 006 meter över havet, eller 77 meter över den omgivande terrängen. Bredden vid basen är 4,0 km.
Terrängen runt Perninský vrch är kuperad söderut, men norrut är den platt.Runt Perninský vrch är det ganska tätbefolkat, med 58 invånare per kvadratkilometer. Närmaste större samhälle är Karlovy Vary, 16,5 km sydost om Perninský vrch. I omgivningarna runt Perninský vrch växer i huvudsak blandskog.